# ایجل
ایجل (به فرانسوی: Agel) یک کمون در فرانسه است که در Canton of Saint-Chinian واقع شده‌است.

## خصوصیات
ایجل ۱۲٫۵۴ کیلومترمربع مساحت و ۲۰۵ نفر جمعیت دارد و ۹۰ متر بالاتر از سطح دریا واقع شده‌است.